# Connarus detersoides
Connarus detersoides är en tvåhjärtbladig växtart som beskrevs av Schellenb.. Connarus detersoides ingår i släktet Connarus och familjen Connaraceae. Inga underarter finns listade i Catalogue of Life.